# Astrodinamica
L'astrodinamica, include la determinazione orbitale, la guida e navigazione, l'effetto dell'ambiente sulla dinamica dei corpi in orbita,    la meccanica orbitale e la meccanica d'assetto, è la disciplina che studia il moto dei razzi, dei missili e dei veicoli spaziali determinato a partire dalle leggi del moto e la legge di gravitazione universale di Isaac Newton, ma anche l controllo delle formazioni e delle costellazioni, la determinazione delle traiettorie in tempo reale (navigazione) e non (determinazione orbitale). Include la meccanica celeste che si focalizza sul moto orbitale di oggetti naturali come pianeti, lune o comete e artificiali (sonde, satelliti).
Concerne in particolar modo gli oggetti artificiali: dal lancio al rientro in atmosfera, quindi principalmente lo studio delle traiettorie, delle manovre orbitali i trasferimenti planetari.

## Storia
L'astrodinamica, disciplina ingegneristica, nasce concettualmente nel momento in cui nasce la possibilità di controllare il moto dei corpi artificiali in orbita con lo sviluppo della propulsione. include le equazioni fondamentali della meccanica celeste e aggiunge il controllo, la guida e la navigazione. Le tecniche fondamentali, come quelle che permettevano di risolvere il problema kepleriano, vengono così completate dai moti non kepleriani e dalla possibilità di implementare traiettorie arbitrarie.
Inoltre include le tecniche di determinazione orbitale e recentemente le tecniche per la gestione del traffico spaziale e della sorveglianza spaziale.